# Frente Ecologia e Humanismo
A FEH - Frente Ecologia e Humanismo (MPT-PH) foi uma coligação política portuguesa, que reunia o Partido da Terra (MPT) e o Partido Humanista (PH), constituída para fins eleitorais, com o fim de concorrer às eleições para a Assembleia da República de 2009, apresentando-se em todos os círculos eleitorais com exceção dos círculos dos Açores e Madeira, círculos onde apenas o MPT apresentou candidatos .

## Resultados eleitorais da coligação
| 2009 | MPT-P.H. | Legislativas | 12 405 | 0.22% | 0 |

(fonte: Comissão Nacional de Eleições)